# Ichneumon melanopteros
Ichneumon melanopteros là một loài tò vò trong họ Ichneumonidae.